# 上尾市立平方小学校
上尾市立平方小学校（あげおしりつ ひらかたしょうがっこう）は、埼玉県上尾市大字平方にある公立小学校。

## 概要
上尾市の西部、平方（ひらかた）地区に位置する。学校前の道は、荒川を開平橋によって渡り川越に抜ける県道51号線だが、1997年（平成9年）4月のバイパス開通によって静かな旧道となった。周囲は、この旧道沿いの古い町並みと周辺に広がる農地や森、点在する農家が主な景色だったが、大規模団地ができ、東(上尾の中心方向)からは宅地開発も進んできている。しかし、屋敷林や畑地もまだ多く残り、土の地面と緑が多くみられる土地である。西に1 kmほどのところには奥秩父に源を発する荒川が、広い河川敷のさらに向こうには入間川が流れる。
創立は1873年（明治6年）と古く、長い歴史を持っている。1970年代には、近隣に建設された西上尾第二団地の多数の児童を受け入れ、平方東小、平方北小を相次いで分離した。両校とは3校親善球技大会などでの交流がある。
正門はかつては県道に面していたが、隣接する上尾市立平方幼稚園との校地と園地の交換により、敷地の西側に移された。なお、平方小学校の校長は平方幼稚園の園長を兼ねている。

## 沿革
- 1873年（明治6年）1月 - 学制の実施により馬蹄寺を仮校舎として開校[2]（開校記念日:1月17日）
- 1886年（明治19年） - 奨進学校と称し、平方領々家に校舎新築
- 1890年（明治23年） - 平方小学校と称し、馬蹄寺を仮校舎とす
- 1899年（明治32年） - 年業4ヵ年の高等小学校を併設し、平方尋常高等小学校と称す
- 1908年（明治41年） - 雷電社跡地[3]である現在の位置に移り校舎新築[4]。また、平方町役場も校地に移転する。
- 1918年（大正7年）9月 - 校舎増築
- 1923年（大正12年）9月 - 関東大震災が発生、校舎の一部が損壊する[5]。
- 1924年（大正13年）4月15日 - 校内に平方村図書館を設置し、開館する[6]
- 1928年（昭和3年）11月1日 - 校地に所在した町役場が大字平方1674番地（平方小学校の川越街道を挟んだ向かい側）に移転する[3]。
- 1941年（昭和16年）4月 - 平方町立平方国民学校と改称
- 1947年（昭和22年）4月 - 平方町立平方小学校と改称
- 1949年（昭和24年） - 平方町立診療所を開設するため、町役場の庁舎を改造して使用したことに伴い、町役場が校地に移転する[3]。
- 1955年（昭和30年）1月 - 町村合併により上尾町立平方小学校と改称
- 1958年（昭和33年）1月 - 市制施行により上尾市立平方小学校と改称
- 1963年（昭和38年）3月 - 給食室完成 、給食実施 (同年5月)
- 1964年（昭和39年）8月 - プール竣工
- 1965年（昭和40年）4月1日 - 平方小学校に同校の校舎を改造して上尾市立平方幼稚園が設置される[7][8]。
- 1968年（昭和43年）11月 - 校地拡張（第2校庭）
- 1970年（昭和45年）3月 - 鉄筋コンクリート3階建校舎新築完成、校旗校歌制定
- 1972年（昭和47年）2月 - 鉄筋コンクリート3階建校舎増築
- 1974年（昭和49年）4月 - 平方東小学校分離開校
- 1976年（昭和51年）8月  - 体育館新築落成
- 1977年（昭和52年）4月 - 平方北小学校分離開校
- 1978年（昭和53年）3月 - 北校舎（鉄筋コンクリート3階建）増築
- 1980年（昭和55年）3月 - 川越街道を挟んだ向かい側の場所に平方支所（旧町役場）の新庁舎が落成され、校地から移転する[1]。
- 1983年（昭和58年）2月 - 110周年記念誌発行
- 1984年（昭和59年）3月 - 正門完成
- 1987年（昭和62年）10月 - 校歌歌碑竣工
- 1989年（平成元年）3月 - 第2校庭アスレチック完成
- 1993年（平成5年）
  - 1月 - 120周年記念式典挙行
  - 3月 - 造形砂場完成
- 1998年（平成10年）1月  - 125周年を祝う会挙行
- 2003年（平成15年）2月 - ホームページ開設
- 2007年（平成19年）3月 - 第2校庭 築山改修

## 教育目標
心豊かでたくましく、共に生きる子どもの育成
- 進んで学ぶ子
- 共に生きる子
- 明るくたくましい子

## アクセス
- JR高崎線上尾駅よりバス、平方学校前 下車